# Социальное учение Пия XII
Социальное учение Пия XII включает в себя энциклики, апостольские конституции и речи Папы Пия XII, посвящённые небогословским вопросам, включая медицину, образование, социальную справедливость, семью и сексуальность. Социальные доктрины Пия XII составляют часть католического социального учения.

## Социальные доктрины

### Медицины
Пий XII произнес множество речей, обращенных к представителям медицинских профессий и исследователям в области медицины. Книга Discorsi Ai Medici содержит 700 страниц, на которых запечатлены многие из них. Папа Пий XII обращался к врачам, медсестрам и сиделкам, акушеркам, в деталях обсуждая все аспекты прав и достоинства пациентов, медицинской ответственности, моральных импликаций психологических заболеваний, также проблемы, касающиеся медицинского ухода за больными, чьё заболевание достигло терминальной стадии, допустимость обмана перед лицом тяжелого заболевания и право членов семьи принимать решения, идущие вразрез с профессиональным врачебным мнением. Папа Пий XII часто выступал с новых для Католической церкви позиций: так он был первым Папой, заявившим, что допустимо использовать облегающие боль лекарства при уходя за неизлечимо больными пациентами даже, если это ведёт к сокращению их жизни. Однако ни при каких условиях сокращение жизни не должно быть самоцелью.
Прочими темами были поведение врачей, сталкивающихся с болью и смертью, стерилизация людей, генетика, искусственное осеменение, безболезненное деторождение, многочисленные этические аспекты развития медицинских технологий, мораль в прикладной психологии, этические пределы медицинских исследований и лечения, лечение злокачественных опухолей у детей и многое другое.

### Сексуальность и совесть
Папа Пий XII полностью признавал календарный метод контрацепции в качестве морально допустимого способа планирования семьи, хотя и при ограниченных условиях. Некоторые католики энциклику Casti Connubii (1930 год) Папы Пия XI как позволяющую этическое использование календарного метода, а согласно правилам Католической Церкви в 1853 и 1880 гг. периодическое воздержание было этическим способом избежать беременности. Некоторые историки полагают, что речи Пия XII, в которых он затронул этот вопрос, были первым эксплицитным признанием календарного метода со стороны Церкви.
В своей речи к Итальянскому католическому союзу акушерок (29 октября 1951 года), Папа Пий XII предложил следующее понимание сексуального удовольствия: "Сам Творец... установил, что при выполнении [производящей/генеративной] функции, супруги должны испытывать удовольствие и наслаждение телом и духом. Посему, супруги не совершают ничего дурного, стремясь к этому удовольствию и наслаждению. Они принимают то, что Творец им предназначил. В то же время, супруги должны знать как удерживать себя в пределах благочестивого воздержания".
Для Пия XII: "Совесть является глубочайшим и самым потаенным ядром человека. Именно туда, в полную отрешенность [от мира], он удаляется при помощи своих интеллектуальных способностей, наедине с собой или, лучше всего, наедине с Богом, чей голос эхом звучит в его совести.  Здесь он принимает решение в отношении добра и зла. Здесь он делает выбор между победой и поражением. Посему, совесть... является святая святых, перед входом в которую каждый должен остановиться."
Ватикан II практически дословно воспроизводит эту цитату Пия XII о совести в Gaudium et Spes, заключив: "В совести дивным образом открывается тот закон, который исполняется в любви к Богу и к ближнему." С 1993 года, Магистериум Церкви эксплицитно подчеркивает эту конкретную позицию Папы Пия XII, приводя эту цитаты в качестве элемента официального Катехизиса Католической церкви.

### Теология и наука
Для Пия XII, наука и религия являлись небесными сестрами, разными манифестациями божественной точности (divine exactness), которые никоим образом не могли противоречить друг другу в долгосрочной перспективе.  Касательно их взаимоотношения, папский советник проф-р Роберт Лайбер (Robert Leiber) писал: "Пий XII был очень сторожен, стараясь не закрыть какую-либо из дверей навсегда. Он был очень активен в этом и сожалел об обратном в деле Галилея." Предвосхищая сходные похвалы со стороны Папы Иоанна Павла II в 1992 году, Пий XII в своей первой речи (1939 год) к Папской академии наук, включил Галилея в число "наиболее смелых героев-исследователей… не боявшихся камней предкновения и рисков на своем пути..."
Пий XII проявлял большой интерес к деятельности Папской академии наук, созданной его непосредственным предшественником, Папой Пием XI, и обращался к участникам её сессий по целому ряду случаев. Научная репутация Академии времен Пия XII была безупречной: Нильс Бор, Макс Планк и Эрвин Шрёдингер были её членами, получив свои места ещё от Пия XI. Луи де Бройль и Вернер Гейзенберг стали членами академии в  1955 году. Французский специалист в области квантовой химии Бернар Пулльман (1919 - 1996) посвятил часть своей книги по истории атомизма тому внимательному интересу, который Папа Пий XII проявлял к квантовой механике и атомной физике, возникшим в его дни:
"Среди всех римских пап XX века Пий XII был тем, кто наиболее всесторонне рассмотрел проблему атомизма, особенно те научные и философские вопросы, которые были подняты с появлением квантовой механики, вопросы, которые не могли оставить Церковь равнодушной. Две его речи к Папской Академии... пространные и изумительно подготовленные трактаты, которые свидетельствуют о тех обстоятельных знаниях предмета, которыми обладал Понтифик. Их чтение сходно с посещением лекции авторитетного специалиста, так как они представляют собой подлинные данные о состоянии знания в настоящее время."
Пулльман далее цитирует речь Папы от 21 февраля 1943 года в качестве доказательства того, что Пий XII даже был в курсе возникшей возможности создания ядерного оружия.
Важно отметить, что Жорж Леметр, который одновременно был католическим священником, космологом, учеником Артура Эддингтона и первым учёным, предложивший канонический сценарий Большого взрыва, также был членом Папской Академии периода понтификата Пия XII. Благодаря Леметру, Пий XII был хорошо информирован о появлении современной физической космологии.

### Эволюция
В 1950 году Пий XII опубликовал энциклику Humani generis, в которой признавалось, что эволюция может правильно описать биологическое происхождение человека, однако, в это же время, в ней критиковались те, кто используют её в качестве религии, кто "неосмотрительно и неблагоразумно считают, что эволюция... объясняет происхождение всех вещей". Хотя Humani generis представляла собой первый значительный случай, в котором Папа эксплицитно обращался к теме эволюции, она не представляла собой какого-либо изменения в вероучении Католической церкви. Ещё в 1868 году, кардинал Джон Генри Ньюмен писал: "Теория Дарвина, верна она или нет, не обязательно является атеистической; напротив, она может просто предлагать большую идею божественных провидения и знания." В энциклике категорически отвергается другое популярное в те времена научное мнение, известное как полигенизм - "научная гипотеза, согласно которой человечество происходит от группы праотцов."